# Juana Rouco Buela
Juana Rouco Buela (ur. 19 kwietnia 1889 w Madrycie, zm. 31 października 1969 w Buenos Aires) – argentyńska działaczka robotnicza, feministka, uczestniczka strajków lokatorskich i pracowniczych, uważana za jedną z najważniejszych postaci dwudziestowiecznego anarchosyndykalizmu Argentyny.

## Życiorys
Urodziła się 19 kwietnia 1889 r. w rodzinie galicyjskich emigrantów, którzy przenieśli się do Madrytu. Jej matka była krawcową, a ojciec zmarł wcześnie, gdy miała 4 lata. Z powodu ciężkiej sytuacji finansowej rodziny w 1900 r. wyemigrowała z Hiszpanii do Argentyny wraz z bratem Ciriaco i osiadła w Buenos Aires. W wieku 15 lat dołączyła do demonstracji pierwszomajowej zorganizowanej przez Federacion Obrera Regional Argentina i Partię Socjalistyczną i została przywódczynią robotnic z rafinerii cukru Refineria Argentina w Rosario, po czym została wybrana ich delegatką na zjazd anarchistyczny Federacion Obrera Regional Argentina w tym samym roku. To w bibliotece FORA zdobywała samodzielnie wykształcenie. W 1907 r. utworzyła kobiecą organizację anarchistyczną Centro Femenino Anarquista, wśród jej współpracownic były Virginia Bolten, Teresa Caporaletti, Marta Newelstein i Maria Collazo.
Brała udział w studwudziestotysięcznych strajkach lokatorskich w Buenos Aires i wraz z Marią Collazo przemawiała na wiecu protestacyjnym przeciw podwyżkom czynszów, które potroiły się od 1870 r., jak i eksmisjom. Po rozbiciu strajków przez policję i wojsko została deportowana do Hiszpanii. Z Argentyny wydalono wówczas także Bolten i Collazo. Po krótkim pobycie w Madrycie przeniosła się do Barcelony, gdzie nawiązała kontakty z przywódcami anarchistycznych milicji, m.in. Teresą Claramunt, Anselmo Lorenzo i Leopoldo Bonafullą, biorąc udział w kampanii na rzecz uwolnienia Francesca Ferrery. W konsekwencji swojej działalności musiała wyjechać do Marsylii, a potem Szwajcarii. Po powrocie do Ameryki Południowej osiadła w Montevideo w Urugwaju, ponieważ otrzymała zakaz wjazdu do Argentyny. Wraz z Virginią Bolten i Maria Collazo prowadziła intensywną agitację. Brała wówczas udział w tworzeniu gazety „La Nueva Senda” i przemawiała na wiecu zwołanym po rozstrzelaniu Francesca Ferrery. W efekcie była zmuszona do kolejnej ucieczki, podczas której zgubiła pościg dzięki męskiemu przebraniu, a następnie w stroju wdowy zdołała wjechać do Argentyny, gdzie zaangażowała się znów w działalność FORA.
W tym czasie zaczęła posługiwać się nazwiskiem Rouco, by zmylić organy ścigania, jednak ostatecznie w 1910 r. została aresztowana i wydalona do Urugwaju, gdzie osadzono ją na rok w więzieniu. W 1914 r. potajemnie próbowała wyjechać do Paryża, ale po odkryciu jej obecności na statku została wysadzona w Brazylii. Osiadła wówczas w Rio de Janeiro na 3 lata, angażując się w działalność anarchistów i związała się z Juanem Castiñeirą. Ponownie wróciła do Argentyny, wzięła udział w wydarzeniach Tragicznego Tygodnia, a w czasie objazdu miast w głębi kraju wygłaszała przemówienia.
W 1921 r. założyła Centro de Estudios Sociales Femeninos w Necochea i zaczęła wydawać feministyczne czasopismo „Nuestra Tribuna” o zasięgu międzynarodowym, które wychodziło do 1923 r., budząc swoim poparciem dla walki o prawa kobiet kontrowersje w ruchu anarchistycznym. Gazeta upadła z powodu problemów finansowych, niechęci drukarzy do współpracy z redakcją i pogróżek policji. W 1924 r. została zmuszona do opuszczenia Buenos Aires i osiadła w Tandil. W 1928 r. wzięła udział w 3. Międzynarodowym Kongresie Kobiet.
Po zamachu gen. José Félixa Uriburu wycofała się z działalności, ale po wybuchu hiszpańskiej wojny domowej wróciła do aktywnej działalności i organizowała akcje solidarnościowe. W latach 40. XX wieku dojście do władzy peronistów, przeciw którym agitowała, ponownie zmusiło ją do zaniechania aktywności. W następnej dekadzie dołączyła do Federacion Libertaria Argentina i pisała dla emigracyjnego czasopisma hiszpańskich anarchistek „Mujeres Libres”. W 1964 r. wydała autobiografię „Historia de un ideal vivido por una mujer”. Jest uważana za jedną z najważniejszych postaci dwudziestowiecznego anarchosyndykalizmu w tym kraju.
Zmarła 31 października 1969 r. w Buenos Aires.